# Costes de Ripers
Les Costes de Ripers són unes costes del poble d'Ardèvol, al municipi de Pinós (Solsonès) situades al sud de la masia de Ripers a unes altituds compreses entre els 650 i els 675 m.